# フランチェスコ4世・ゴンザーガ
フランチェスコ4世・ゴンザーガ（イタリア語: Francesco IV Gonzaga, 1586年5月7日 - 1612年12月22日）は、イタリアのマントヴァ公およびモンフェッラート公（在位：1612年）。

## 生涯
マントヴァ公ヴィンチェンツォ1世とその2番目の妻でトスカーナ大公フランチェスコ1世の娘であるエレオノーラ・デ・メディチの間の第1子、長男として生まれた。1612年2月に死去した父の後を継いだが、同年12月に26歳で死去した。存命の男子が無かったため、弟の枢機卿フェルディナンド1世が還俗して家督を継いだ。
1608年2月19日にイタリアのトリノにおいて、サヴォイア公カルロ・エマヌエーレ1世の娘マルゲリータと結婚し、間に3人の子女をもうけた。
- マリーア（1609年 - 1660年） - 1627年、マイエンヌ公シャルルと結婚
- ルドヴィーコ（1611年 - 1612年）
- エレオノーラ（1612年）